# PBS
A Public Broadcasting Service (PBS) az Egyesült Államok közszolgálati televíziós csatornája, mely az ország nagy részén elérhető, a legelterjedtebb közszolgálati csatorna az ország területén. A négy legnézettebb televíziós hálózatnak (CBS, NBC, ABC, Fox) nem tagja.
PBS-t 1969. november 3-án alapították a National Education Television (NET) utódjaként, amely beszüntette működését, amikor a PBS 1970. október 5-én megkezdte a sugárzást. A PBS a 348 nem kereskedelmi helyi állomás tulajdona, amelyek általában nagyobb szabadsággal rendelkeznek programjukkal, mint a kereskedelmi szolgáltatók.
Műsoridejét főleg híradásokkal, oktatóműsorokkal, drámákkal és brit vígjátéksorozatok ismétlésével tölti ki. Ismert műsorblokkja még a szombat reggeli rajzfilmeket sugárzó PBS Kids, mely szintén oktató jellegű programokat ad − természetesen kisebbek számára.
Elérhető HD felbontásban is.